# Rudolf Wittenzellner

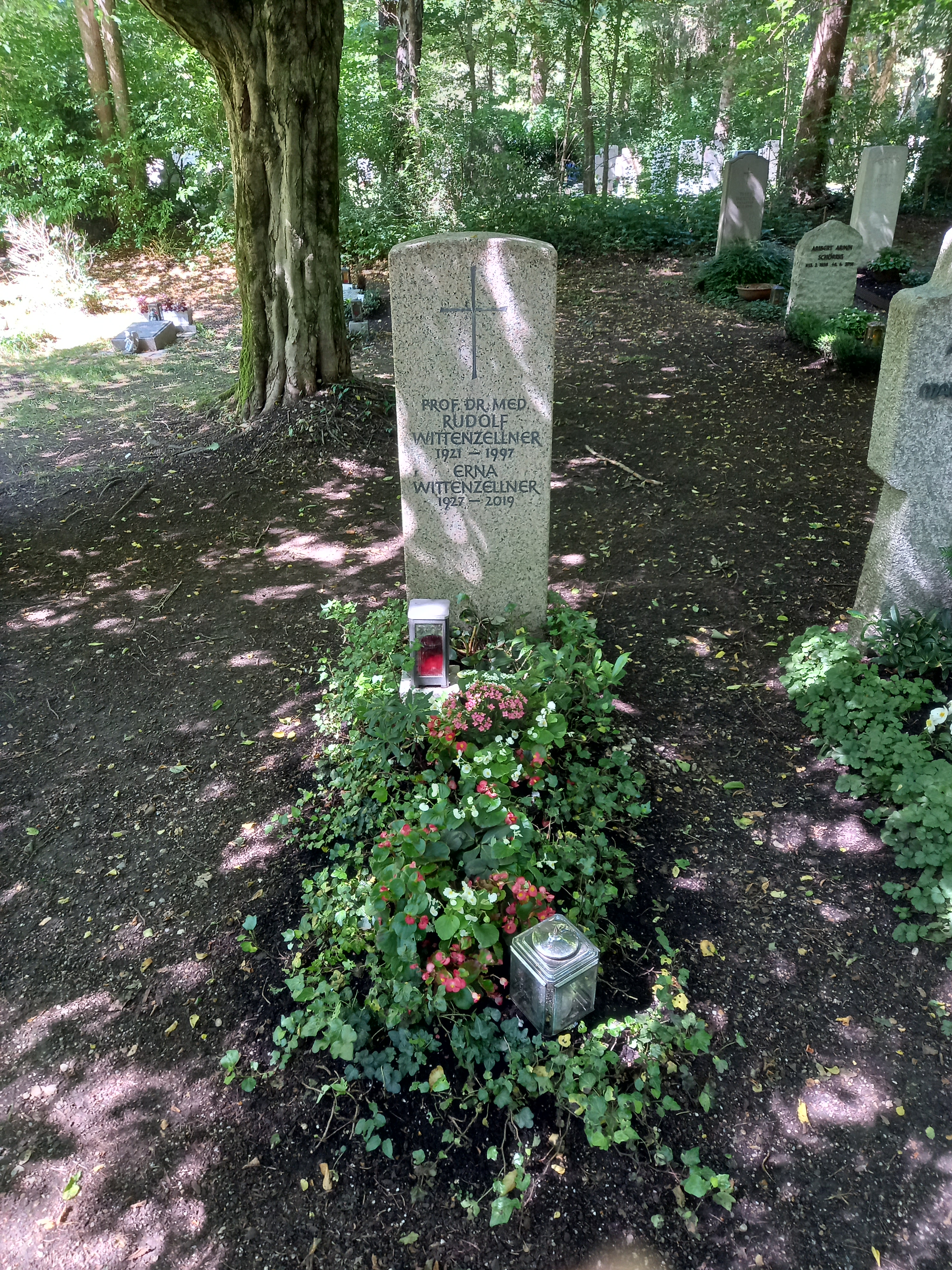
Das Grab von Rudolf Wittenzellner und seiner Ehefrau Erna auf dem Waldfriedhof (München)

Rudolf Wittenzellner (* 1921 in München; † 20. April 1997 ebenda) war ein deutscher Strahlenschützer und Universitätsprofessor.
Rudolf Wittenzellner studierte Medizin an der Ludwig-Maximilians-Universität München und wurde im Jahr 1951 dort zum Doktor der Medizin promoviert. In den folgenden Jahren als Assistent an der Ludwig-Maximilians-Universität beschäftigte er sich mit der Anwendung von Röntgenstrahlung in der Medizin und war für den Umgang mit radioaktiven Stoffen und die Strahlenschutzfortbildung verantwortlich. Im Jahr 1959 trat man an ihn mit der Bitte heran, eine Forschungseinrichtung im Strahlenschutz zu gründen, woraus im Jahr 1960 als Teil der Gesellschaft für Kernforschung die Versuchs- und Ausbildungsstätte für Strahlenschutz in Neuherberg bei München wurde. Im Jahr 1964 entstand daraus die Gesellschaft für Strahlenforschung, das heutige Helmholtz Zentrum München. Rudolf Wittenzellner wurde zusammen mit Otto Hug deren erster wissenschaftlicher Geschäftsführer, ab 1964 war er wissenschaftlich-technischer Geschäftsführer und blieb es bis zum Ruhestand 1981. Unter seiner Leitung wurde der Arbeitsbereich des Forschungszentrums um Themen umweltbedingter Einflüsse auf die Gesundheit erweitert. In der Gesellschaft für Strahlenforschung leitete er außerdem bis 1966 das Institut für Strahlenschutz; in dieser Funktion folgte ihm Felix Wachsmann nach.
Im Jahr 1974 erhielt er eine Honorarprofessur für medizinische Ökologie und Strahlenschutz an der Ludwig-Maximilians-Universität München. In seinem Ruhestand wurde er Mitglied des Beratenden Ausschusses der Vereinten Nationen für Wissenschaft und Technologie im Dienste der Entwicklung, der heutigen Kommission für Wissenschaft und Technologie im Dienste der Entwicklung. Rudolf Wittenzellner wurde mit zwei japanischen Orden, dem Ehrenzeichen des Deutschen Roten Kreuzes, dem Bayerischen Verdienstorden und dem Verdienstpreis der International Academy of Environmental Safety ausgezeichnet.